# Duta serraticeps
Duta serraticeps är en stekelart som först beskrevs av Hermann Priesner 1951.  Duta serraticeps ingår i släktet Duta och familjen Scelionidae. Inga underarter finns listade i Catalogue of Life.